# (72626) 2001 FR27
(72626) 2001 FR27 – planetoida z pasa głównego asteroid okrążająca Słońce w ciągu 4,73 lat w średniej odległości 2,82 j.a. Odkryta 18 marca 2001 roku.